# Luigi Venturato
Luigi Venturato (Musile di Piave, 14 novembre 1948) è un ex ciclista su strada italiano.

## Biografia
Nato nel 1948 a Musile di Piave, in provincia di Venezia, è arrivato al professionismo nel 1974, a 26 anni, con la Filcas, partecipando al Giro d'Italia, concluso al 68º posto e alla Milano-Sanremo, dove ha terminato 26º.
Passato alla Zonca-Santini nel 1975, ha preso parte anche nei due anni successivi al Giro d'Italia (non concluso nel 1975 e 63º nel 1976) e alla Milano-Sanremo (92º nel 1975 e 76º nel 1976).
Ha terminato la carriera nel 1976, a 28 anni.

## Piazzamenti

### Grandi Giri
- Giro d'Italia

1974: 68º
1975: ritirato
1976: 63º

### Classiche monumento
- Milano-Sanremo

1974: 26º
1975: 92º
1976: 76º